# マゴフィン郡 (ケンタッキー州)
マゴフィン郡（英: Magoffin County）は、アメリカ合衆国ケンタッキー州の東部に位置する郡である。2010年国勢調査での人口は13,333人であり、2000年の13,332人から動きは無かった。郡庁所在地はサリアーズビル市（人口1,883人）であり、同郡で人口最大の都市でもある。マゴフィン郡はフロイド郡、ジョンソン郡、モーガン郡の一部を合わせて設立され、公式には1860年2月22日に創設された。郡名はケンタッキー州知事（在任1859年-1862年）を務めたベライア・マゴフィンに因んで名付けられた。

## 地理
アメリカ合衆国国勢調査局に拠れば、郡域全面積は309.44平方マイル (801.4 km2)であり、このうち陸地309.44平方マイル (801.4 km2)、水域は0.01平方マイル (0.026 km2)で水域率は0.00%である。郡内にはリッキング川が流れている。

### 隣接する郡
- モーガン郡 - 北西
- ジョンソン郡 - 北東
- フロイド郡 - 南東
- ノット郡 - 南
- ブレシット郡 - 南西
- ウルフ郡 - 西

## 人口動態
以下は2000年国勢調査による人口統計データである。
| 基礎データ - 人口: 13,332人 - 世帯数: 5,024 世帯 - 家族数: 3,858 家族 - 人口密度: 17人/km2（43人/mi2） - 住居数: 5,447軒 - 住居密度: 7軒/km2（18軒/mi2） 人種別人口構成 - 白人: 99.29% - アフリカン・アメリカン: 0.15% - ネイティブ・アメリカン: 0.20% - アジア人: 0.08% - その他の人種: 0.02% - 混血: 0.27% - ヒスパニック・ラテン系: 0.42% 郡内にはメランジャンまたはブラック・ダッチ、すなわち多人種の人口が少なからずあり、地元では「マゴフィン郡の褐色の人々」と呼ばれている。2007年でアメリカ合衆国国勢調査局のデータでは、アイオワ州ミッチェル郡と並び、非ヒスパニック系白人の構成比率が国内最大の郡である。 年齢別人口構成 - 18歳未満: 26.8% - 18-24歳: 10.1% - 25-44歳: 30.2% - 45-64歳: 22.4% - 65歳以上: 10.6% - 年齢の中央値: 34歳 - 性比（女性100人あたり男性の人口） - 総人口: 97.2 - 18歳以上: 94.4 | 世帯と家族（対世帯数） - 18歳未満の子供がいる: 37.5% - 結婚・同居している夫婦: 61.9% - 未婚・離婚・死別女性が世帯主: 11.2% - 非家族世帯: 23.2% - 単身世帯: 21.4% - 65歳以上の老人1人暮らし: 8.2% - 平均構成人数 - 世帯: 2.62人 - 家族: 3.04人 収入と家計 - 収入の中央値 - 世帯: 19,421米ドル - 家族: 24,031米ドル - 性別 - 男性: 27,745米ドル - 女性: 18,354米ドル - 人口1人あたり収入: 10,685米ドル - 貧困線以下 - 対人口: 36.6% - 対家族数: 31.2% - 18歳未満: 45.9% - 65歳以上: 29.1% |

## 都市と町
| - サリアーズビル - 郡庁所在地 - エルシー - ファルコン - フォレイカー - フレッドビル - ガンロック - ヘンドリクス | - アイビートン - ロイアルトン - サブレット - スワンプトン - ウィーラーズバーグ - ウォニー |

## 著名な出身者
- ラリー・フリント、弟のジミー・フリントと共に男性誌「ハスラー」を創刊した